# Robertsganj
Robertsganj (ook wel Sonbhadra genoemd) is een stad en gemeente in de Indiase staat Uttar Pradesh. Het is de hoofdstad van het district Sonbhadra.

## Demografie
Volgens de Indiase volkstelling van 2001 wonen er 32.209 mensen in Robertsganj, waarvan 53% mannelijk en 47% vrouwelijk is. De plaats heeft een alfabetiseringsgraad van 66%.